# Guillaume Bautru
Guillaume Bautru, conte di Serrant (Angers, 1588 – Parigi, 7 marzo 1665), è stato un politico, diplomatico e poeta satirico francese. Pupillo del cardinale Richelieu e suo agente diplomatico, fu membro dell'Académie française, nella quale occupò per primo il seggio numero 15.

## Biografia
Bautru fu signore di Louvaines, consigliere di Stato sotto Luigi XIII e Luigi XIV, ministro plenipotenziario, ambasciatore presso la Contea delle Fiandre, agente diplomatico inviato in Spagna, in Inghilterra e nel Ducato di Savoia e incaricato di introdurre gli ambasciatori a corte. Nel 1634 fu chiamato all'Académie française, all'interno della quale fece parte della delegazione incaricata di chiedere la protezione al cardinale Richelieu. Indicato come un libertino dalle cronache del tempo, fu inoltre autore di alcune poesie satiriche, fra le quali L’Ambigu (1616) e L’Onozandre ou le Grossier (intorno al 1619).
Quando Richelieu fece realizzare a Parigi la rue Croix-des-Petits-Champs, chiese a Louis Le Vau e Michel Villedo di costruire per lui un hôtel particulier, che oggi ospita  l'Institut national du patrimoine e l’Institut national d'histoire de l'art. Nel 1636 acquistò il castello di Serrant, nell'Angiò da Hercule de Rohan.